# ロシア対外情報庁
ロシア対外情報庁（ロシアたいがいじょうほうちょう、ロシア語: Служба внешней разведки（略称：СВР）、英語: Service of the External Reconnaissance of Russian Federation、ラテン文字転写：Sluzhba vneshney razvedki Rossiyskoy Federatsii、略称：SVR）は、ロシア連邦の情報機関。ソ連時代のKGBで対外諜報を担当していた第一総局の後継機関である。本部はモスクワ南部のヤセネヴォに位置する。

## 歴史

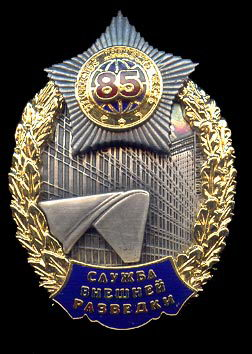
チェーカー外国課から数えて85周年を記念して作製されたバッジ

1991年12月4日にKGBの分割に関する法律が採択され、KGBの第一総局はソ連中央情報庁として独立した。1991年12月18日の大統領令により、ソ連中央情報庁に基づいて対外情報庁が設立された。

## 組織
中央機構
- 非合法諜報局

公式の組織図に記載は無いが、SVRの公式サイトが2017年6月28日を局の設立95周年を祝うメッセージを掲載。その後、SVR広報部門も朝日新聞からの問い合わせに存在を認めている。
- 分析・情報局
- 対外防諜局
- 経済情報部
- 科学技術情報局
- 作戦技術局
- 情報学局
- 作戦課（複数）
- 運用・保障部署（複数）

世界各国のロシア大使館に支局が存在する。教育施設としては対外情報アカデミーが存在する。

## 歴代長官
- エフゲニー・プリマコフ Евгений Примаков （1991年12月～1996年1月）
- ヴャチェスラフ・トルブニコフ Вячеслав Трубников （1996年1月～2000年5月）
- セルゲイ・レベジェフ Сергей Лебедев （2000年5月～2007年10月）
- ミハイル・フラトコフ Михаил Фрадков （2007年10月～2016年10月）
- セルゲイ・ナルイシキン Сергей Нарышкин （2016年10月～）